# 尼克松政敌名单
尼克松政敌名单（英語：Nixon's Enemies List）是美国总统理查德·尼克松主要政治对手名单，由查尔斯·科尔森编辑，乔治·T·贝尔撰写，于1971年9月以备忘录的形式发送给约翰·迪恩。该名单是官方称为“对手名单”和“政敌计划”行动的一部分。该名单于1973年6月27日为公众得知，当时查尔斯·科尔森在出席美国参议院水门委员会听证会时提及了该名单。尼克松曾要求税务机关对名单上的政敌展开频繁的税务审计，但遭到税务机关主管的暗中抵制。